# Sumurber
Sumurber is een bestuurslaag in het regentschap Gresik van de provincie Oost-Java, Indonesië. Sumurber telt 3728 inwoners (volkstelling 2010).